# Inconnu à cette adresse (film, 1944)
Pour les articles homonymes, voir Inconnu à cette adresse (homonymie) et Address Unknown.
Pour plus de détails, voir Fiche technique et Distribution.
Inconnu à cette adresse (Address Unknown) (1944) est un drame réalisé par William Cameron Menzies, et tiré du roman de Kressmann Taylor Inconnu à cette adresse (1938). Il fut nommé pour deux Oscars, l'un pour la meilleure musique et l'autre pour la meilleure direction artistique (Lionel Banks, Walter Holscher (en), Joseph Kish). Le film relate l'histoire d'une famille hostile au régime Nazi lors de la Seconde Guerre mondiale. Le film est une analyse des liens d'amitié brisés par la trahison lors de la montée du National-Socialisme. Son style de film noir, dû au directeur de la photographie Rudolph Maté, contient de nombreux éléments de suspense et d'ironie hitchcockiens tels que le clair-obscur accentuant les contours, et des cadrages inquiétants. Une scène présente notamment Martin Schulz (Paul Lukas) descendant un escalier, les croisées des fenêtres projetant leur ombre derrière lui. Cette sorte de toile d'araignée est l'image de la trahison de Schulz qui se retourne contre lui, au moment où la Gestapo arrive à son domicile.

## Fiche technique
- Réalisé : William Cameron Menzies
- Scénario : Herbert Dalmas, Kressmann Taylor
- Production : William Cameron Menzies et Sam Wood
- Musique originale : Ernst Toch et Mario Castelnuovo-Tedesco
- Photographie : Rudolph Maté
- Montage : Al Clark
- Producteur : Lonnie D'Orsa
William Cameron Menzies
Sam Wood
- Distribution : Columbia Pictures
- Pays d'origine : États-Unis
- Langue : Anglais
- Costumes : John Hambledon
- Date de sortie : 
  - États-Unis : 1er juin 1944

## Distribution
- Paul Lukas - Martin Schulz
- Carl Esmond - Baron von Friesche
- Peter van Eyck - Heinrich Schulz
- Mady Christians - Elsa Schultz
- Morris Carnovsky - Max Eisenstein
- K. T. Stevens - Griselle Eisenstein / Stone
- Emory Parnell - Le Facteur
- Mary Young - Mme Delaney
- Frank Faylen - Jimmie Blake
- Charles Halton - Le censeur
- Erwin Kalser - Le metteur en scène
- Frank Reicher - Professeur Schmidt
- Dale Cornell - Carl
- Peter Newmeyer - Wilhelm
- Larry Joe Olsen - Shultz enfant